# Kambili: The Whole 30 Yards
Kambili: The Whole 30 Yards, también conocida como Kambili, es una película de comedia romántica nigeriana de 2020 escrita por Ozioma Ogbaji y dirigida por Kayode Kasum. Está protagonizada por Nancy Isime y Toyin Abraham. La película se basa en la búsqueda de una mujer para casarse antes de cumplir los 30. Se estrenó en cines el 4 de diciembre de 2020 y obtuvo críticas positivas.

## Elenco
- Nancy Isime como Kambili Maduka
- Toyin Abraham como Jessica
- Jide Kene Achufusi como Chidi
- Mawuli Gavor como John
- Sharon Ooja como Linda
- Venita Akpofure como Biodun[3][4]
- Koye Kekere-Ekun
- Uzor Arukwe como Bankole
- Elvina Ibru como Cynthia[4]

## Producción
Fue producida por FilmOne Entertainment en asociación con Empire Entertainment de Sudáfrica y Huahua Media de China. El acuerdo de colaboración se alcanzó con éxito en diciembre de 2018, siendo la primera colaboración de FilmOne con las productoras sudafricanas y chinas. Sin embargo, estuvo en desarrollo durante más de un año.

## Lanzamiento
Inicialmente, programada para su estreno en cines el 12 de junio de 2020, se retrasó debido a la pandemia de COVID-19 en Nigeria. Los productores  anunciaron una nueva fecha de estreno para el 16 de octubre de 2020, pero fue pospuesta nuevamente debido a las protestas del fin del SARS. Finalmente se estrenó el 4 de diciembre de 2020.

## Recepción
Un crítico de Afrocritik puntuó la película 5.9 / 10 diciendo: "El mayor problema con Kambili es que la mitad de las veces, parece olvidar que es una comedia romántica... No solo es más larga de lo necesario, sino que el tiempo y el esfuerzo dedicados a preparar el romance entre Kambili y su eventual interés amoroso también son tremendamente inadecuados".